# Radków (gemeente in powiat Włoszczowski)
De gemeente Radków is een landgemeente in het Poolse woiwodschap Święty Krzyż, in powiat Włoszczowski.
De zetel van de gemeente is in Radków.
Op 30 juni 2006, telde de gemeente 2668 inwoners.

## Administratieve plaatsen (sołectwo)
- Bałków
- Bieganów
- Brzeście
- Chycza
- Dzierzgów
- Kossów
- Kossów-Nowiny
- Krasów
- Kwilina
- Ojsławice
- Radków
- Skociszewy
- Sulików
- Świerków

## Oppervlakte gegevens
In 2002 bedroeg de totale oppervlakte van gemeente Radków 86,32 km², waarvan:
- agrarisch gebied: 53%
- bossen: 35%

De gemeente beslaat 9,52% van de totale oppervlakte van de powiat.

## Demografie
Stand op 30 juni 2006:
| Omschrijving                   | Totaal | Totaal | Vrouwen | Vrouwen | Mannen | Mannen |
| ------------------------------ | ------ | ------ | ------- | ------- | ------ | ------ |
| eenheid                        | aantal | %      | aantal  | %       | aantal | %      |
| inwoners                       | 2668   | 100    | 1339    | 50,2    | 1329   | 49,8   |
| bevolkingsdichtheid (inw./km²) | 31     | 31     | 15,7    | 15,7    | 15,3   | 15,3   |

In 2002 bedroeg het gemiddelde inkomen per inwoner 1185,79 zł.

## Aangrenzende gemeenten
Moskorzew, Nagłowice, Oksa, Secemin, Szczekociny, Włoszczowa